# Provinces du Gabon

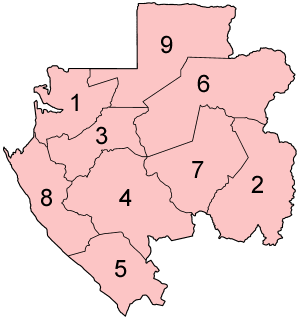
Carte des provinces du Gabon
(numérotation par ordre alphabétique)

Le Gabon est subdivisé en neuf provinces (chef-lieu entre parenthèses) :
1. Estuaire (Libreville)
2. Haut-Ogooué (Franceville)
3. Moyen-Ogooué (Lambaréné)
4. Ngounié (Mouila)
5. Nyanga (Tchibanga)
6. Ogooué-Ivindo (Makokou)
7. Ogooué-Lolo (Koulamoutou)
8. Ogooué-Maritime (Port-Gentil)
9. Woleu-Ntem (Oyem)

Chaque province est divisée en départements.

## Culture
Chaque année, une manifestation culturelle est organisée durant le mois d'aout pour célébrer la culture de chacune des 9 provinces du Gabon. En 2016 le Tournoi des 9 provinces du Gabon a eu lieu au CICIBA. L'édition 2017 s'est déroulée au Jardin botanique de Libreville.